# Diadem
Et diadem er et hovedsmykke, der i Antikken havde form som et pandebånd. Senere udviklede diademet sig til en form for bøjle, der lægges om håret. Diademer blev meget moderne i forbindelse med empirestilen omkring 1800. I dag anvendes diademer især af kongelige kvinder og har form af en halv krone som bæres på panden.